# Lahitte-Toupière
Pour les articles homonymes, voir Lahitte.
Lahitte-Toupière est une commune française située dans le nord-ouest du département des Hautes-Pyrénées, en région Occitanie. Sur le plan historique et culturel, la commune est dans le pays de Rivière-Basse, qui s’allonge dans la moyenne vallée de l’Adour, à l’endroit où le fleuve marque un coude pour s’orienter vers l’Aquitaine.
Exposée à un climat océanique altéré, elle est drainée par le Louet et par divers autres petits cours d'eau.
Lahitte-Toupière est une commune rurale qui compte 262 habitants en 2022, après avoir connu un pic de population de 619 habitants en 1856. Elle fait partie de l'aire d'attraction de Maubourguet. Ses habitants sont appelés les Lahipiérois ou  Lahipiéroises.

## Géographie

### Localisation
La commune de Lahitte-Toupière se trouve dans le département des Hautes-Pyrénées, en région Occitanie.
Elle se situe à 26 km à vol d'oiseau de Tarbes, préfecture du département, et à 5 km de Maubourguet, bureau centralisateur du canton du Val d'Adour-Rustan-Madiranais dont dépend la commune depuis 2015 pour les élections départementales.
La commune fait en outre partie du bassin de vie de Maubourguet.
Les communes les plus proches sont : 
Monségur (2,7 km), Vidouze (2,7 km), Larreule (3,1 km), Sombrun (3,3 km), Labatut (3,6 km), Moncaup (4,4 km), Bassillon-Vauzé (4,5 km), Maubourguet (4,6 km).
Sur le plan historique et culturel, Lahitte-Toupière fait partie du pays de Rivière-Basse, qui s’allonge dans la moyenne vallée de l’Adour, à l’endroit où le fleuve marque un coude pour s’orienter vers l’Aquitaine.
| Moncaup (Pyrénées-Atlantiques) | Sombrun                         |             |
| Vidouze                        | Lahitte-Toupière                | Maubourguet |
|                                | Monségur (Pyrénées-Atlantiques) | Larreule    |

### Géologie et relief
Les maisons s'étendent sur un coteau dont l'altitude moyenne est de 260 m.
    
De divers points la vue s'étend sur la plaine de Bigorre, sur la plaine de l'Adour, sur les Pyrénées ou vers les coteaux du Béarn.

### Hydrographie
La commune est dans le bassin de l'Adour, au sein du bassin hydrographique Adour-Garonne. Elle est drainée par le Louet, le ruisseau de la Sède, le ruisseau de Mortères et le ruisseau du Pradet, constituant un réseau hydrographique de 4 km de longueur totale,.
Le Louet, d'une longueur totale de 44,3 km, prend sa source dans la commune de Gardères et s'écoule vers le nord. Il traverse la commune et se jette dans l'Adour à Castelnau-Rivière-Basse, après avoir traversé 22 communes.

### Climat
Le climat est tempéré de type océanique, en raison de l'influence proche de l'océan Atlantique situé à peu près 150 km plus à l'ouest. La proximité des Pyrénées fait que la commune profite d'un effet de foehn, il peut aussi y neiger en hiver, même si cela reste inhabituel.
| Mois                              | jan.  | fév.  | mars  | avril | mai   | juin  | jui.  | août  | sep.  | oct.  | nov.  | déc.  | année   |
| --------------------------------- | ----- | ----- | ----- | ----- | ----- | ----- | ----- | ----- | ----- | ----- | ----- | ----- | ------- |
| Température minimale moyenne (°C) | 0,6   | 1,3   | 2,7   | 5,2   | 8,3   | 11,6  | 14,1  | 13,9  | 11,7  | 8     | 3,6   | 1,3   | 6,9     |
| Température moyenne (°C)          | 5,3   | 6,1   | 7,8   | 10    | 13,3  | 16,7  | 19,3  | 19    | 17,2  | 13,3  | 8,5   | 5,8   | 11,9    |
| Température maximale moyenne (°C) | 9,9   | 11    | 12,9  | 14,8  | 18,3  | 21,7  | 24,5  | 24    | 22,6  | 18,6  | 13,4  | 10,4  | 16,8    |
| Ensoleillement (h)                | 108,8 | 118,8 | 155,6 | 157,2 | 181,3 | 191,5 | 215,5 | 196,4 | 194,5 | 164,4 | 124,4 | 104,4 | 1 912,8 |
| Précipitations (mm)               | 112,8 | 97,5  | 100,2 | 105,7 | 113,6 | 80,7  | 57,3  | 70,3  | 71    | 85,2  | 93    | 112,1 | 1 099,4 |

### Milieux naturels et biodiversité
Aucun espace naturel présentant un intérêt patrimonial n'est recensé sur la commune dans l'inventaire national du patrimoine naturel,,.

## Urbanisme

### Typologie
Au 1er janvier 2024, Lahitte-Toupière est catégorisée commune rurale à habitat dispersé, selon la nouvelle grille communale de densité à sept niveaux définie par l'Insee en 2022.
Elle est située hors unité urbaine. Par ailleurs la commune fait partie de l'aire d'attraction de Maubourguet, dont elle est une commune de la couronne,. Cette aire, qui regroupe 13 communes, est catégorisée dans les aires de moins de 50 000 habitants,.

### Occupation des sols
L'occupation des sols de la commune, telle qu'elle ressort de la base de données européenne d’occupation biophysique des sols Corine Land Cover (CLC), est marquée par l'importance des territoires agricoles (55 % en 2018), une proportion sensiblement équivalente à celle de 1990 (55,2 %). La répartition détaillée en 2018 est la suivante : 
forêts (39,1 %), zones agricoles hétérogènes (30,6 %), terres arables (17,4 %), prairies (7,1 %), zones urbanisées (5,8 %).
L'IGN met par ailleurs à disposition un outil en ligne permettant de comparer l’évolution dans le temps de l’occupation des sols de la commune (ou de territoires à des échelles différentes). Plusieurs époques sont accessibles sous forme de cartes ou photos aériennes : la carte de Cassini (XVIIIe siècle), la carte d'état-major (1820-1866) et la période actuelle (1950 à aujourd'hui).

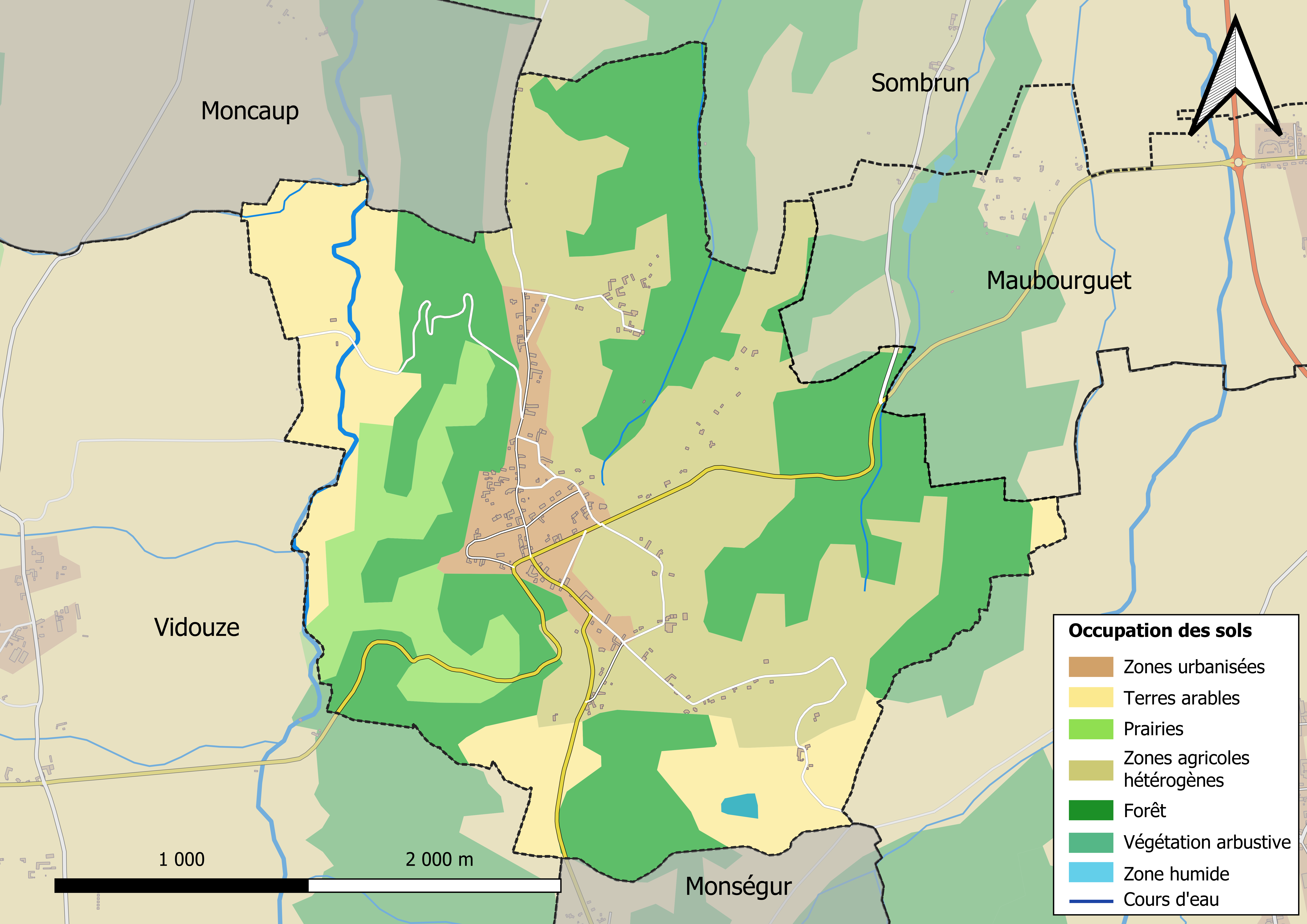
Carte des infrastructures et de l'occupation des sols en 2018 (CLC) de la commune.
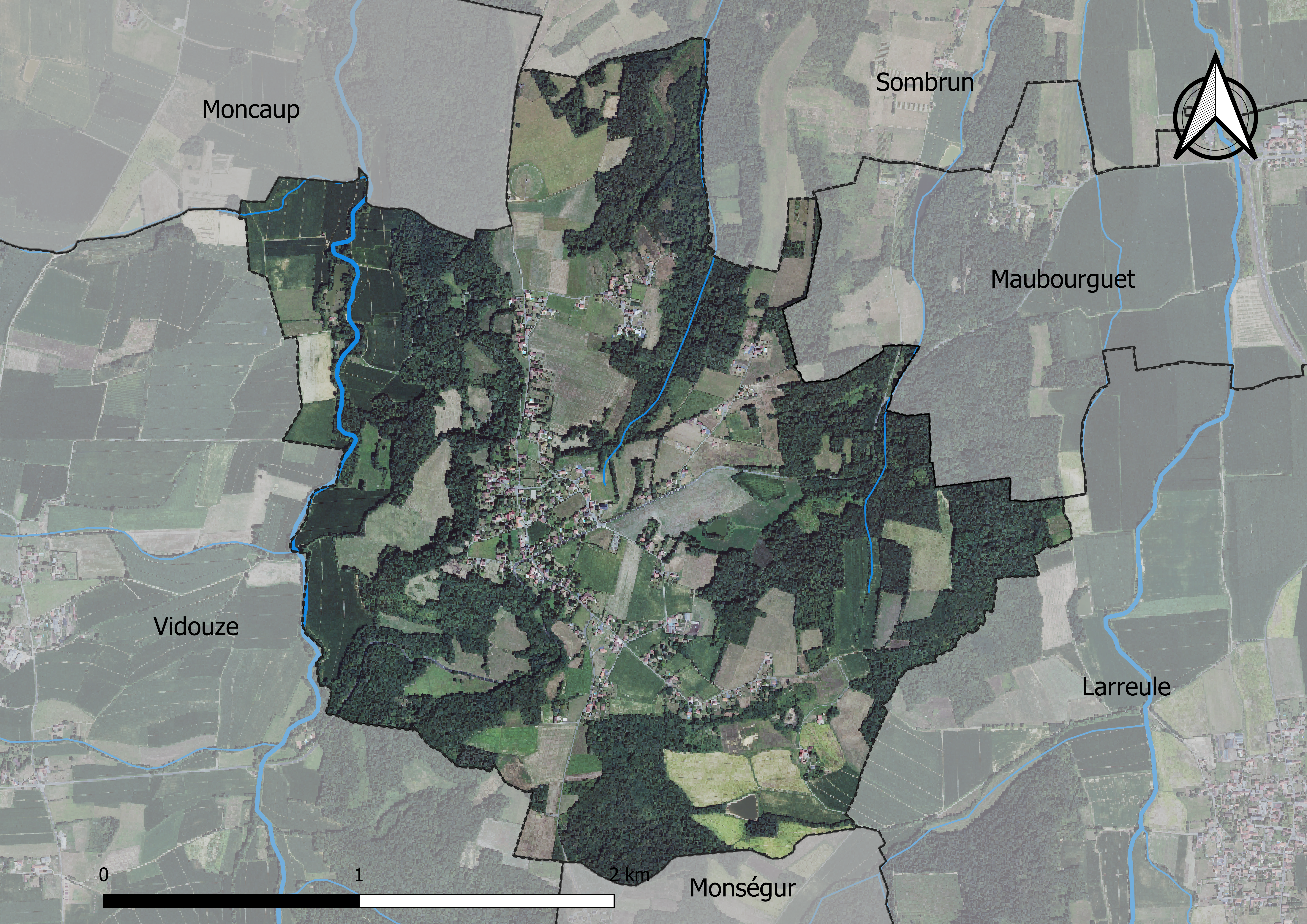
Carte orthophotogrammétrique de la commune.

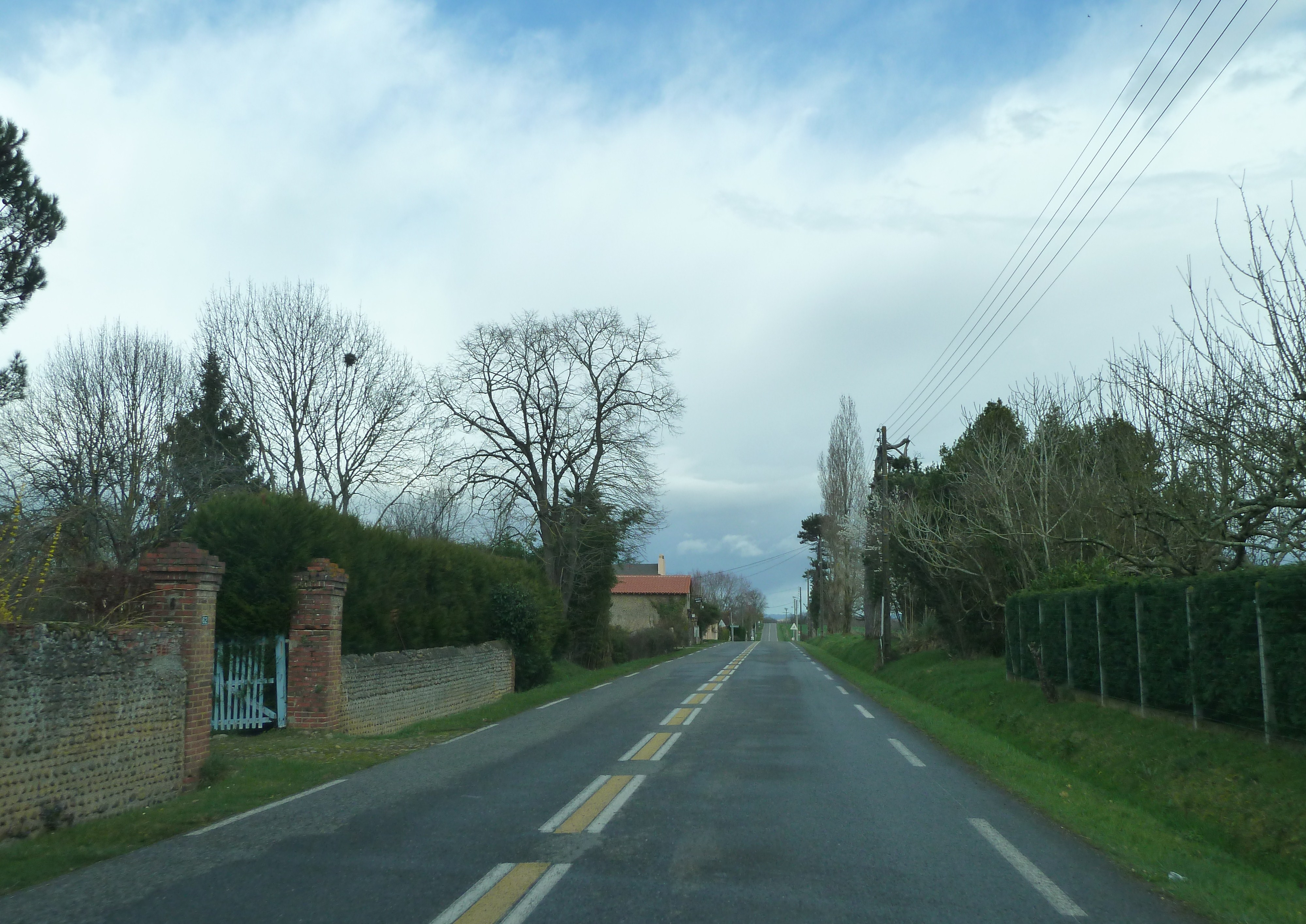
Traversée de Lahitte-Toupière.

### Logement
En 2012, le nombre total de logements dans la commune est de 130.
Parmi ces logements, 80,4 % sont des résidences principales, 14,9 % des résidences secondaires et 4,7 % des logements vacants.

### Voies de communication et transports
Cette commune est desservie par la route départementale D 943 et par la route départementale D 59

### Risques majeurs
Le territoire de la commune de Lahitte-Toupière est vulnérable à différents aléas naturels : météorologiques (tempête, orage, neige, grand froid, canicule ou sécheresse), inondations, mouvements de terrains et séisme (sismicité modérée). Un site publié par le BRGM permet d'évaluer simplement et rapidement les risques d'un bien localisé soit par son adresse soit par le numéro de sa parcelle.
Certaines parties du territoire communal sont susceptibles d’être affectées par le risque d’inondation par débordement de cours d'eau, notamment le Louet. La cartographie des zones inondables en ex-Midi-Pyrénées réalisée dans le cadre du XIe Contrat de plan État-région, visant à informer les citoyens et les décideurs sur le risque d’inondation, est accessible sur le site de la DREAL Occitanie. La commune a été reconnue en état de catastrophe naturelle au titre des dommages causés par les inondations et coulées de boue survenues en 1982, 1990, 1999 et 2009,.
Lahitte-Toupière est exposée au risque de feu de forêt. Un plan départemental de protection des forêts contre les incendies a été approuvé par arrêté préfectoral le 21 avril 2020 pour la période 2020-2029. Le précédent couvrait la période 2007-2017. L’emploi du feu est régi par deux types de réglementations. D’abord le code forestier et l’arrêté préfectoral du 27 octobre 2014, qui réglementent l’emploi du feu à moins de 200 m des espaces naturels combustibles sur l’ensemble du département. Ensuite celle établie dans le cadre de la lutte contre la pollution de l’air, qui interdit le brûlage des déchets verts des particuliers. L’écobuage est quant à lui réglementé dans le cadre de commissions locales d’écobuage (CLE)

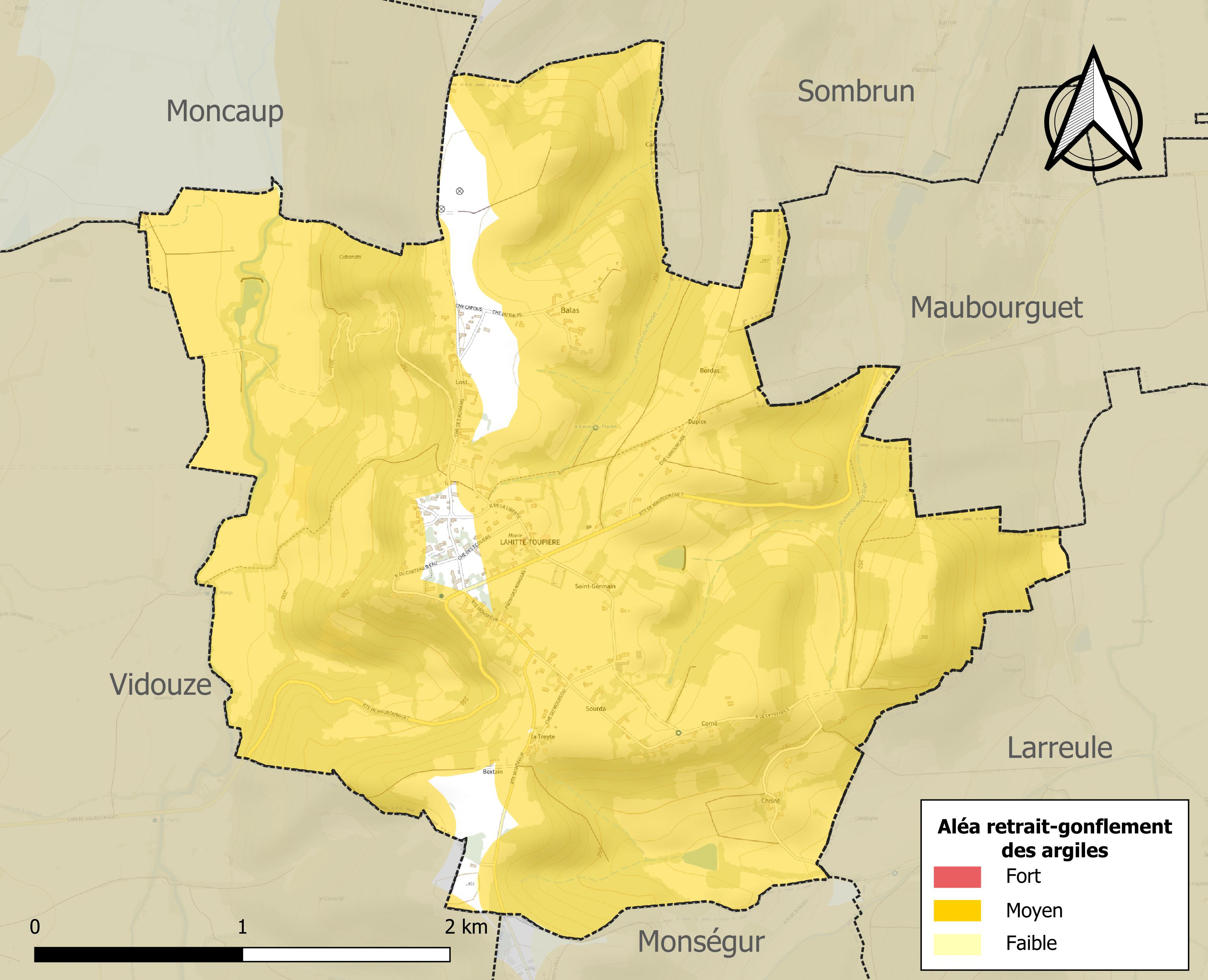
Carte des zones d'aléa retrait-gonflement des sols argileux de Lahitte-Toupière.

Les mouvements de terrains susceptibles de se produire sur la commune sont des tassements différentiels.
Le retrait-gonflement des sols argileux est susceptible d'engendrer des dommages importants aux bâtiments en cas d’alternance de périodes de sécheresse et de pluie. 95 % de la superficie communale est en aléa moyen ou fort (44,5 % au niveau départemental et 48,5 % au niveau national). Sur les 137 bâtiments dénombrés sur la commune en 2019, 111 sont en aléa moyen ou fort, soit 81 %, à comparer aux 75 % au niveau départemental et 54 % au niveau national. Une cartographie de l'exposition du territoire national au retrait gonflement des sols argileux est disponible sur le site du BRGM,.
Par ailleurs, afin de mieux appréhender le risque d’affaissement de terrain, l'inventaire national des cavités souterraines permet de localiser celles situées sur la commune.
Concernant les mouvements de terrains, la commune a été reconnue en état de catastrophe naturelle au titre des dommages causés par des mouvements de terrain en 1999.

## Toponymie

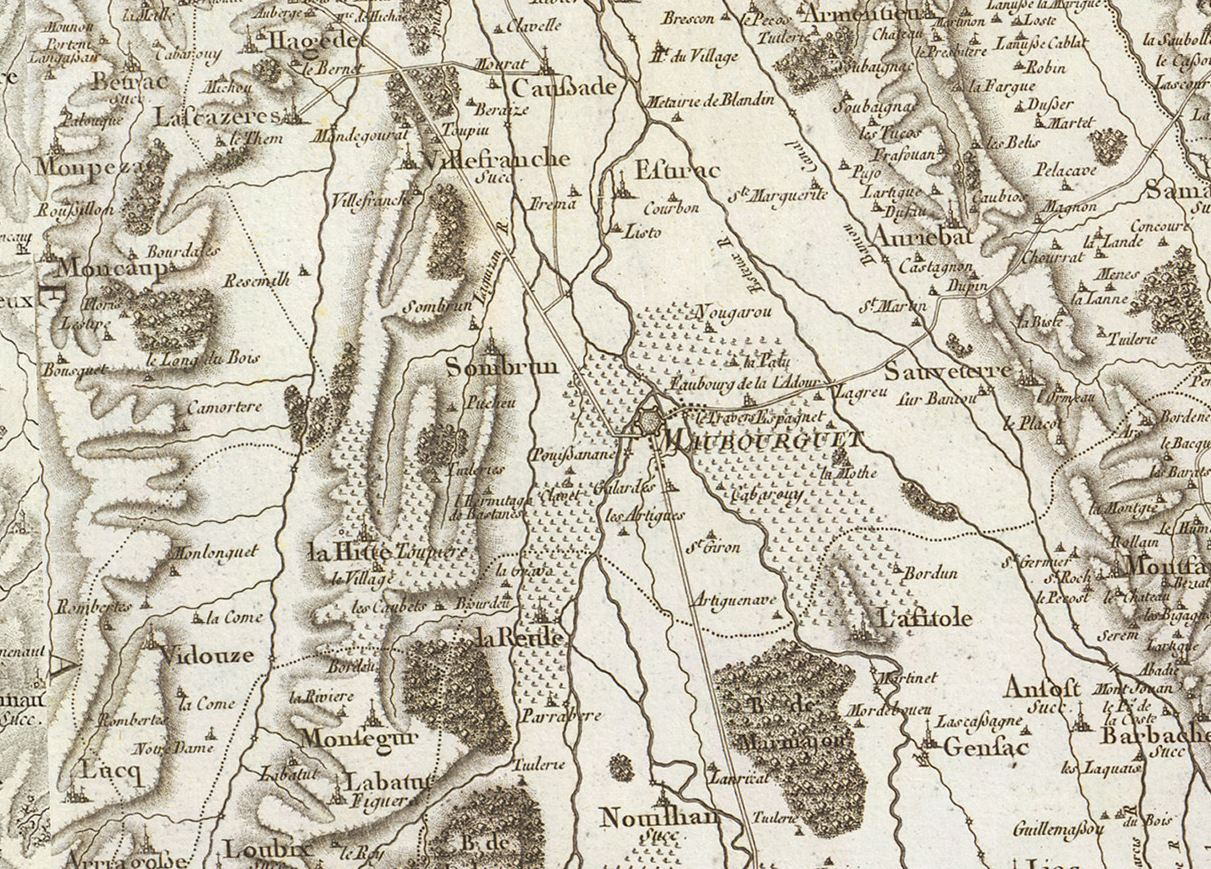
Extrait de la carte de Cassini (entre 1756 et 1789) situant Lahitte-Toupière au sud ouest de Maubourguet

On trouvera les principales informations dans le Dictionnaire toponymique des communes des Hautes Pyrénées de Michel Grosclaude et Jean-François Le Nail qui rapporte les dénominations historiques du village :
Dénominations historiques :
- de Fita Topiera (1300, enquête Bigorre ; 1379, procuration Tarbes) ;
- De Fita (1342, pouillé de Tarbes) ;
- Lafitte en Rivière Basse (1673, 1680, registres paroissiaux) ;
- Lahite Toupière (1684, 1717, ibid.) ;
- La Hitte Toupière (fin XVIIIe siècle, carte de Cassini).

Étymologie : l'ancienne expression latine petra ficta, pour une pierre façonnée, sculptée, désigne d'anciennes bornes de limite de territoire ou des jalons sur des routes. L'évolution fitta, ou hitta en gascon, a donné Lahitte. Toupière rappelle un lieu de production de poteries.
Du gascon La Hita (du latin petra ficta = pierre sculptée servant de borne limite) et topièra (atelier de poterie).
Nom occitan : La Hita Topièra.

## Histoire

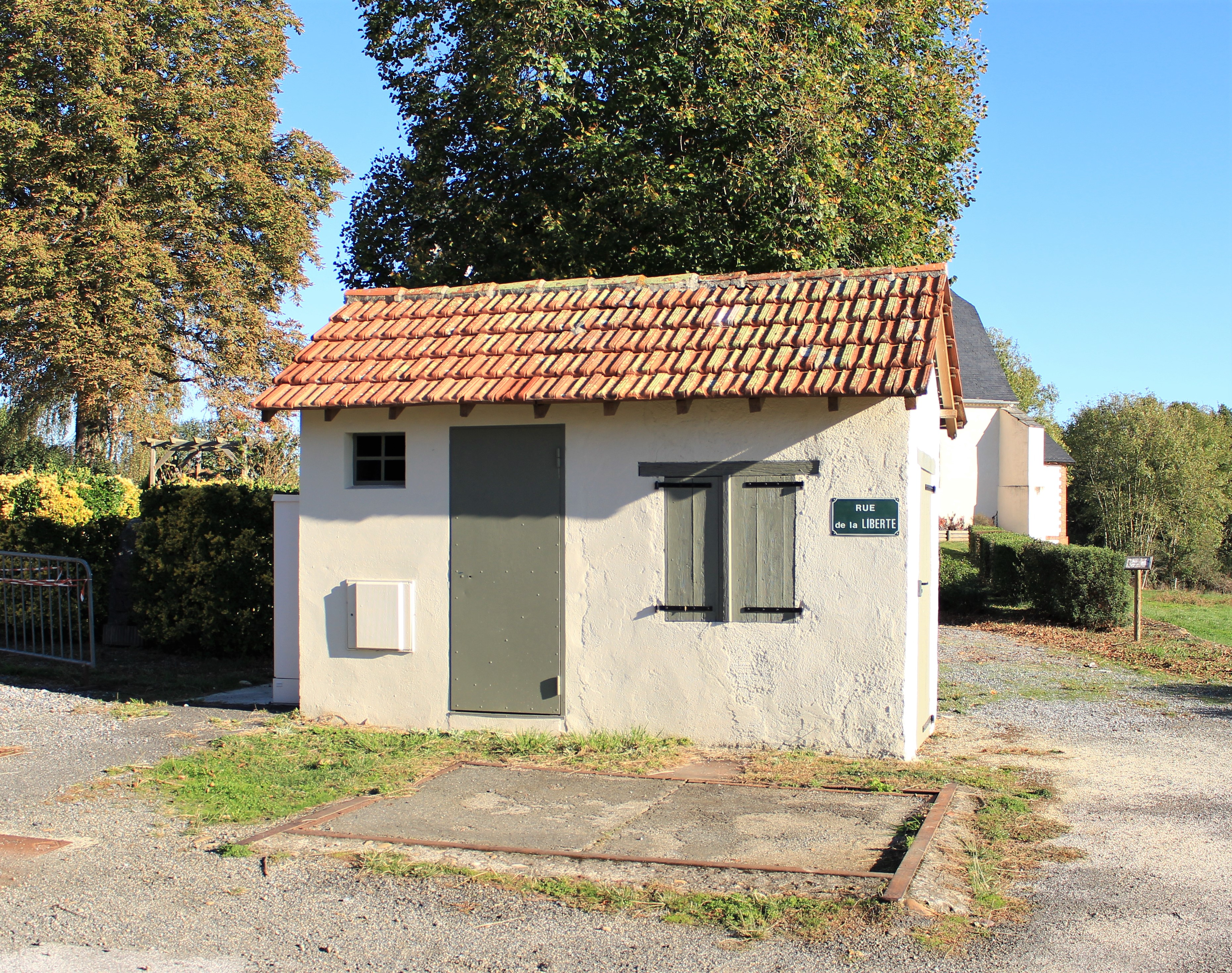
L'ancienne bascule en 2022.

### Cadastre napoléonien de Lahitte-Toupière
Le plan cadastral napoléonien de Lahitte-Toupière est consultable sur le site des archives départementales des Hautes-Pyrénées.

## Politique et administration

### Liste des maires

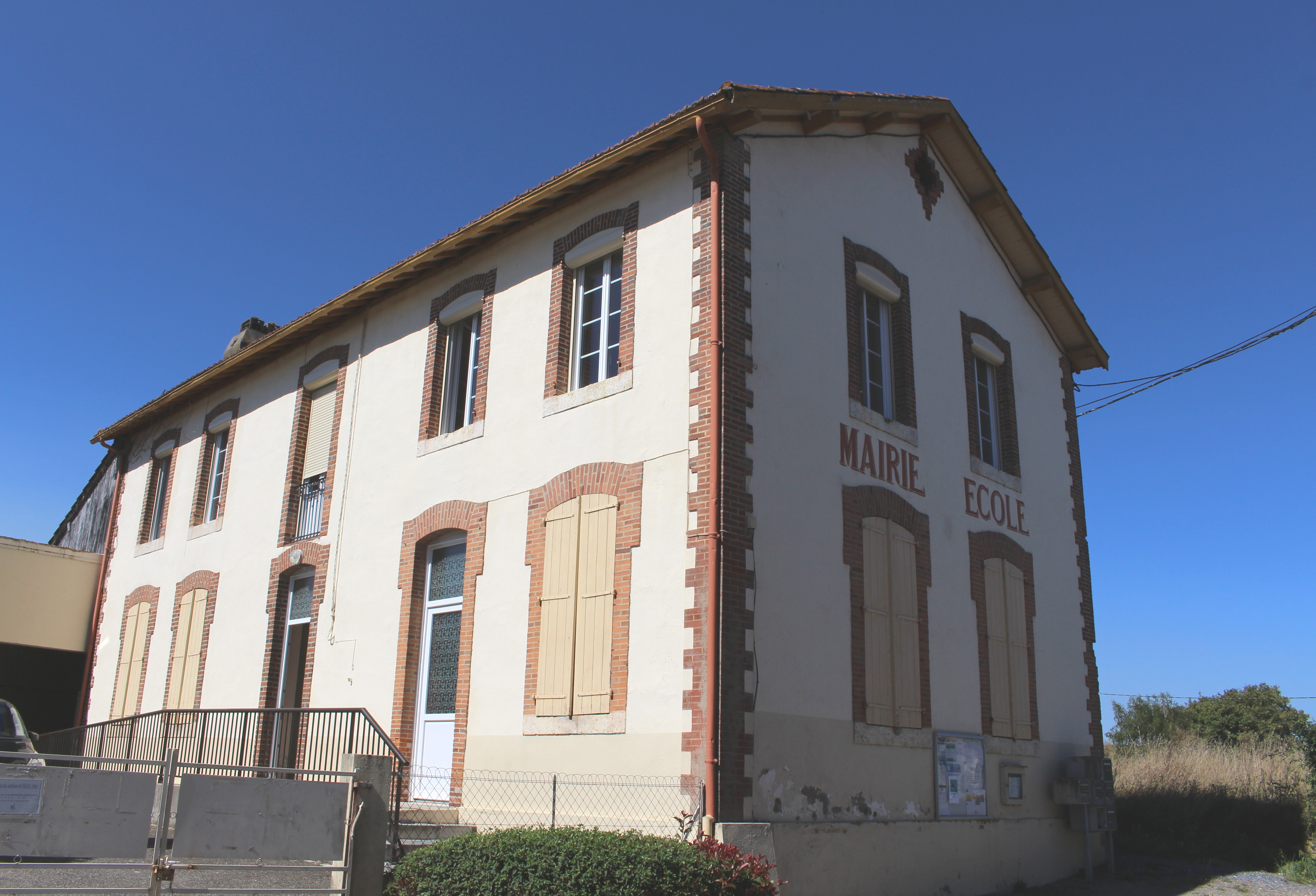
L'ancienne mairie-école en 2016.

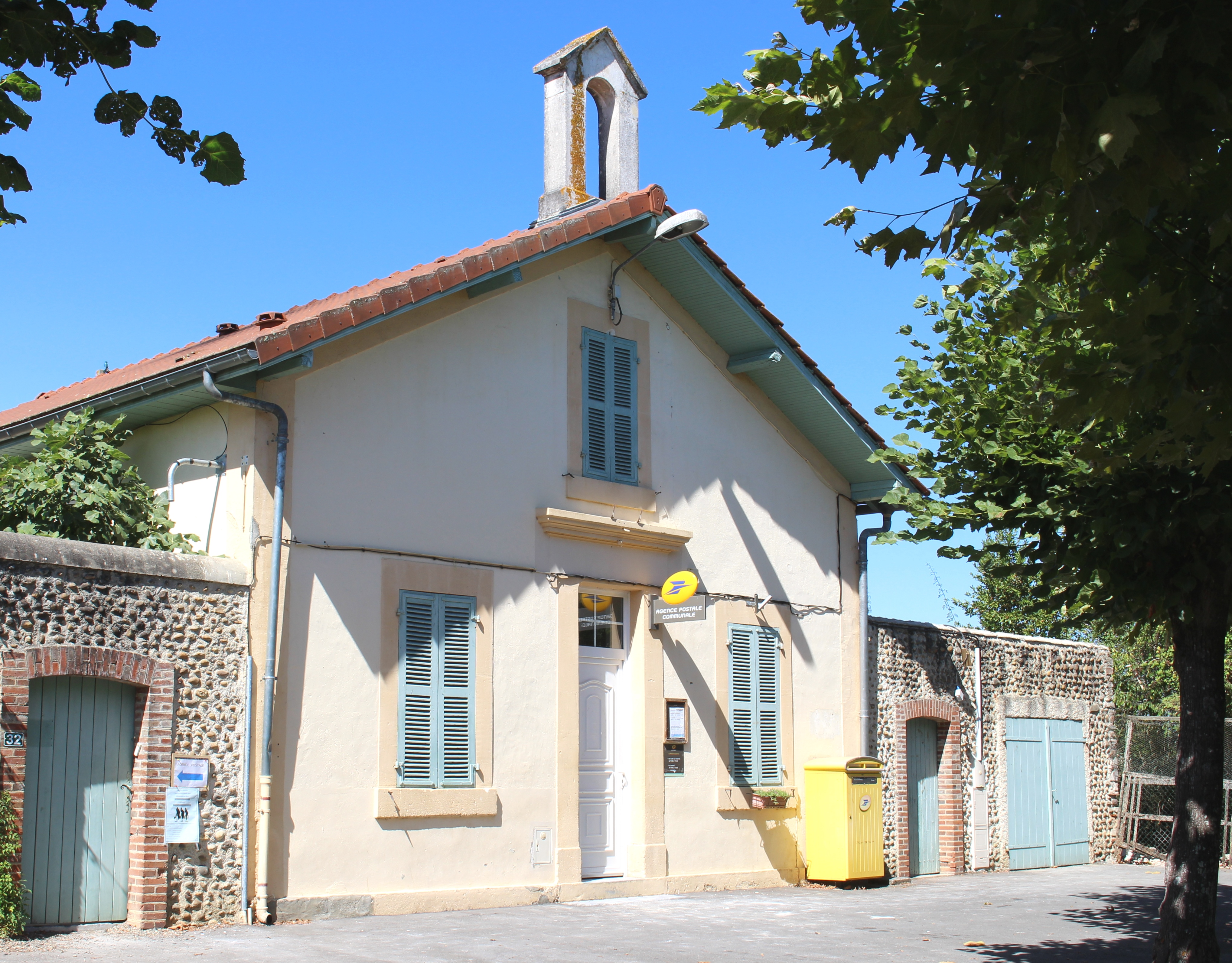
La mairie en 2016.

| Période                                  | Période  | Identité                            | Étiquette | Qualité                                                                     |
| ---------------------------------------- | -------- | ----------------------------------- | --------- | --------------------------------------------------------------------------- |
| Les données manquantes sont à compléter. |          |                                     |           |                                                                             |
| 6 mai 1945                               | 1971     | Octave Sourda                       |           |                                                                             |
| 26 mars 1971                             | 1983     | Jean Lafourcade                     | DVG       |                                                                             |
| 19 mars 1983                             | 1983     | Nicole Meyssirel (démissionnaire)   |           |                                                                             |
| 28 novembre 1983                         | 1998     | Jean Louis Darré (démissionnaire)   |           |                                                                             |
| novembre 1998                            | 2001     | Philippe Ballot                     |           |                                                                             |
| mars 2001                                | 2011     | Patrick Garrassieu (démissionnaire) |           |                                                                             |
| octobre 2011                             | En cours | Frédéric Ré                         | SE-DVG    | Président de la Communauté de communes Conseiller départemental depuis 2021 |

### Rattachements administratifs et électoraux

#### Historique administratif
Sénéchaussée de Lectoure, élection d'Armagnac, pays de Rivière-Basse, Canton de Maubourguet (depuis 1790).

#### Intercommunalité
Lahitte-Toupière appartient à la communauté de communes Adour Madiran créée en janvier 2017 qui a la particularité de réunir 72 communes de Bigorre et Béarn.

#### Services publics
La commune de Lahitte-Toupière dispose d'une agence postale.

## Population et société

### Démographie

#### Évolution démographique
| 1793 | 1800 | 1806 | 1821 | 1831 | 1836 | 1841 | 1846 | 1851 |
| ---- | ---- | ---- | ---- | ---- | ---- | ---- | ---- | ---- |
| 497  | 501  | 536  | 591  | 593  | 606  | 616  | 600  | 618  |

| 1856 | 1861 | 1866 | 1876 | 1881 | 1886 | 1891 | 1896 | 1901 |
| ---- | ---- | ---- | ---- | ---- | ---- | ---- | ---- | ---- |
| 619  | 600  | 581  | 546  | 525  | 532  | 444  | 391  | 367  |

| 1906 | 1911 | 1921 | 1926 | 1931 | 1936 | 1946 | 1954 | 1962 |
| ---- | ---- | ---- | ---- | ---- | ---- | ---- | ---- | ---- |
| 411  | 383  | 315  | 321  | 301  | 300  | 245  | 224  | 228  |

| 1968 | 1975 | 1982 | 1990 | 1999 | 2005 | 2006 | 2010 | 2015 |
| ---- | ---- | ---- | ---- | ---- | ---- | ---- | ---- | ---- |
| 204  | 198  | 207  | 188  | 184  | 240  | 245  | 240  | 259  |

| 2020 | 2022 | - | - | - | - | - | - | - |
| ---- | ---- | - | - | - | - | - | - | - |
| 257  | 262  | - | - | - | - | - | - | - |

### Enseignement
La commune dépend de l'académie de Toulouse. Elle dispose d’une école en 2017.
- École élémentaire.

## Économie

### Revenus
En 2018, la commune compte 108 ménages fiscaux, regroupant 258 personnes. La médiane du revenu disponible par unité de consommation est de 18 130 € (20 420 € dans le département).

### Emploi
|                | 2008  | 2013   | 2018  |
| -------------- | ----- | ------ | ----- |
| Commune        | 6,8 % | 12,6 % | 8,2 % |
| Département    | 7,7 % | 9,4 %  | 9,8 % |
| France entière | 8,3 % | 10 %   | 10 %  |

En 2018, la population âgée de 15 à 64 ans s'élève à 148 personnes, parmi lesquelles on compte 80,1 % d'actifs (71,9 % ayant un emploi et 8,2 % de chômeurs) et 19,9 % d'inactifs,. Depuis 2008, le taux de chômage communal (au sens du recensement) des 15-64 ans est inférieur à celui de la France et du département.
La commune fait partie de la couronne de l'aire d'attraction de Maubourguet, du fait qu'au moins 15 % des actifs travaillent dans le pôle,. Elle compte 31 emplois en 2018, contre 38 en 2013 et 41 en 2008. Le nombre d'actifs ayant un emploi résidant dans la commune est de 107, soit un indicateur de concentration d'emploi de 29,2 % et un taux d'activité parmi les 15 ans ou plus de 55,1 %.
Sur ces 107 actifs de 15 ans ou plus ayant un emploi, 24 travaillent dans la commune, soit 23 % des habitants. Pour se rendre au travail, 88,7 % des habitants utilisent un véhicule personnel ou de fonction à quatre roues, 2,7 % s'y rendent en deux-roues, à vélo ou à pied et 8,5 % n'ont pas besoin de transport (travail au domicile).

## Culture locale et patrimoine

### Lieux et monuments
- Église Saint-Pierre de Lahitte-Toupière.

Sélection de vues des monuments de Lahitte-Toupière.
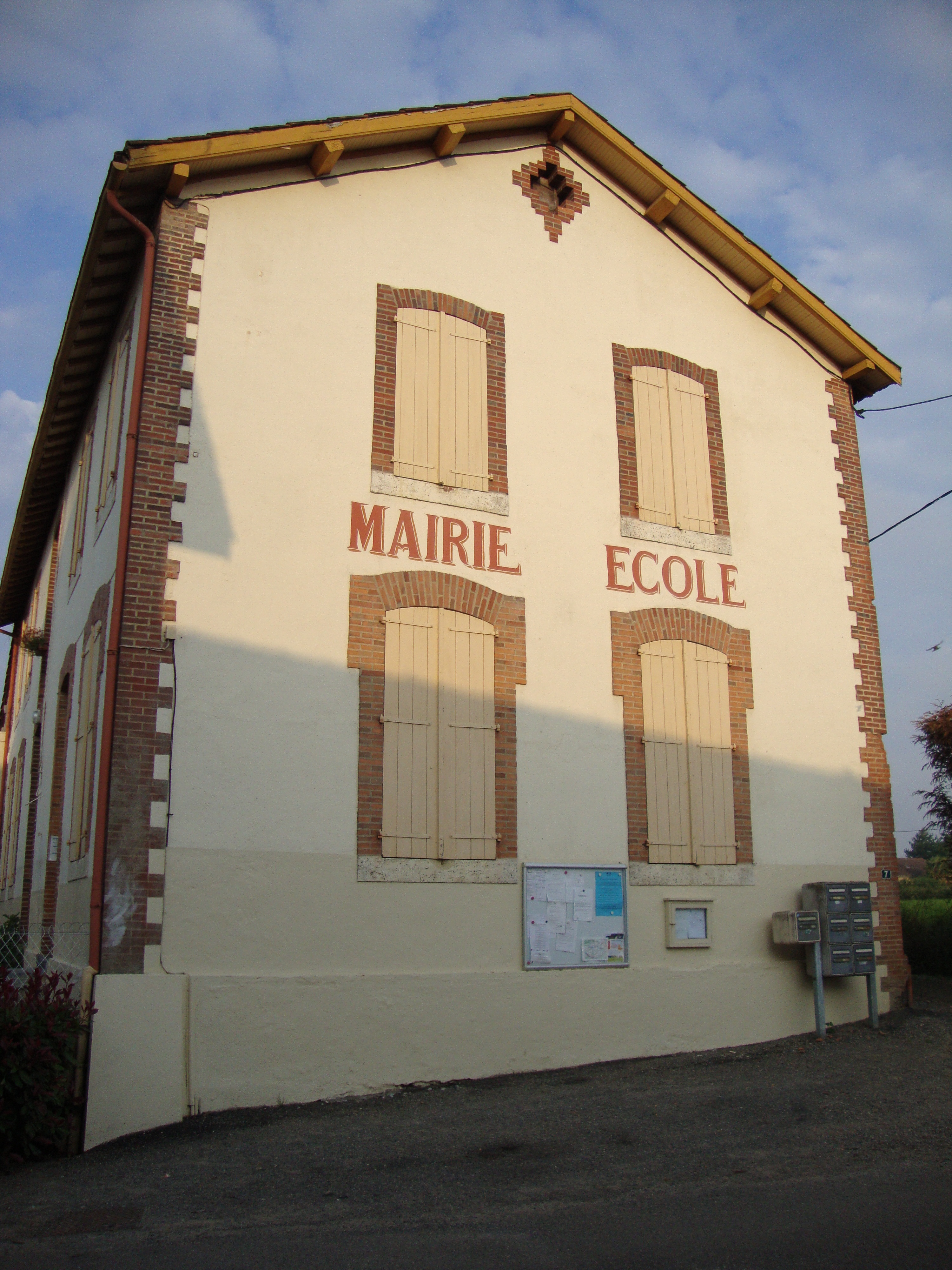
L'ancienne Mairie-école.
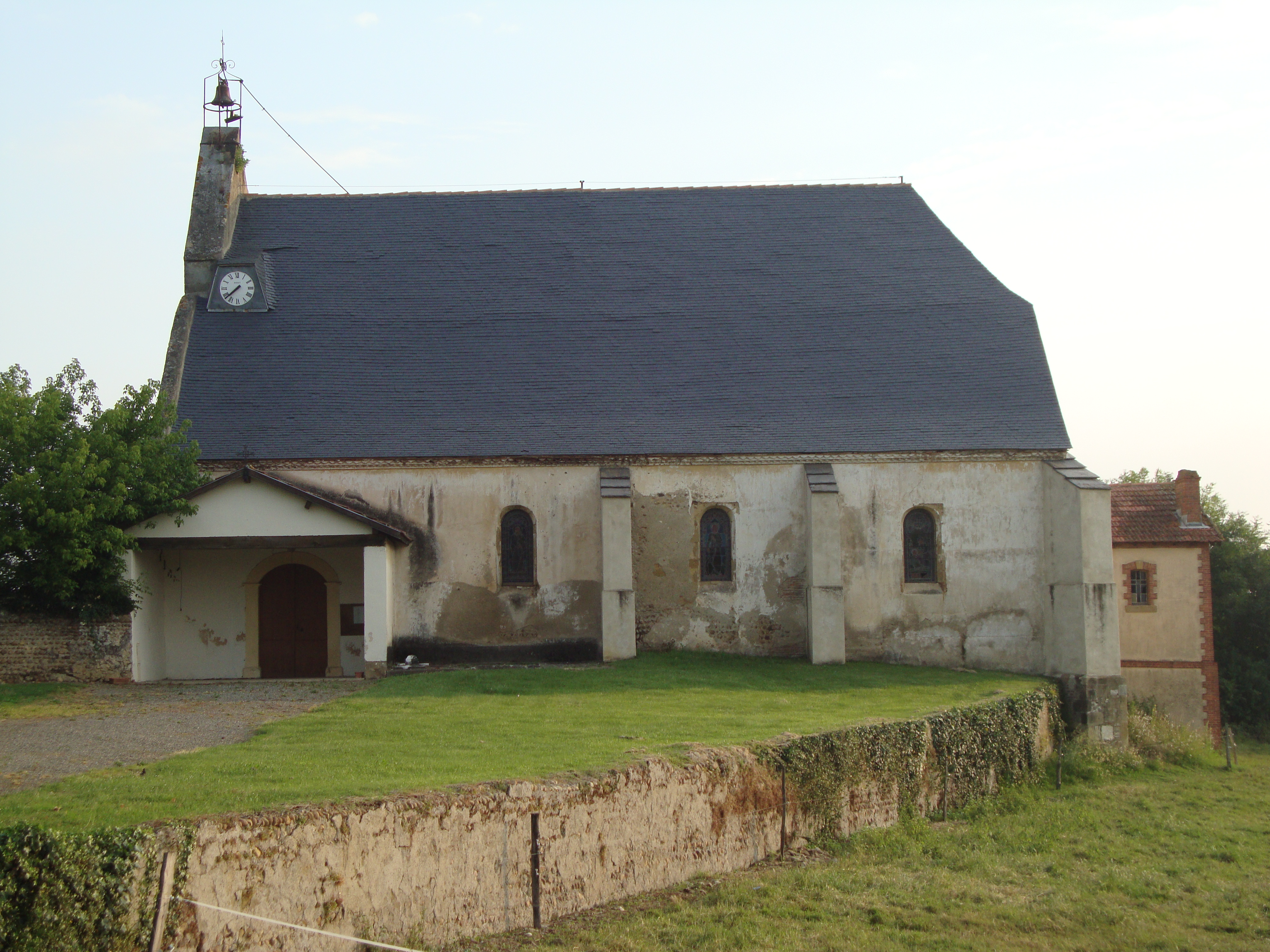
L'église.
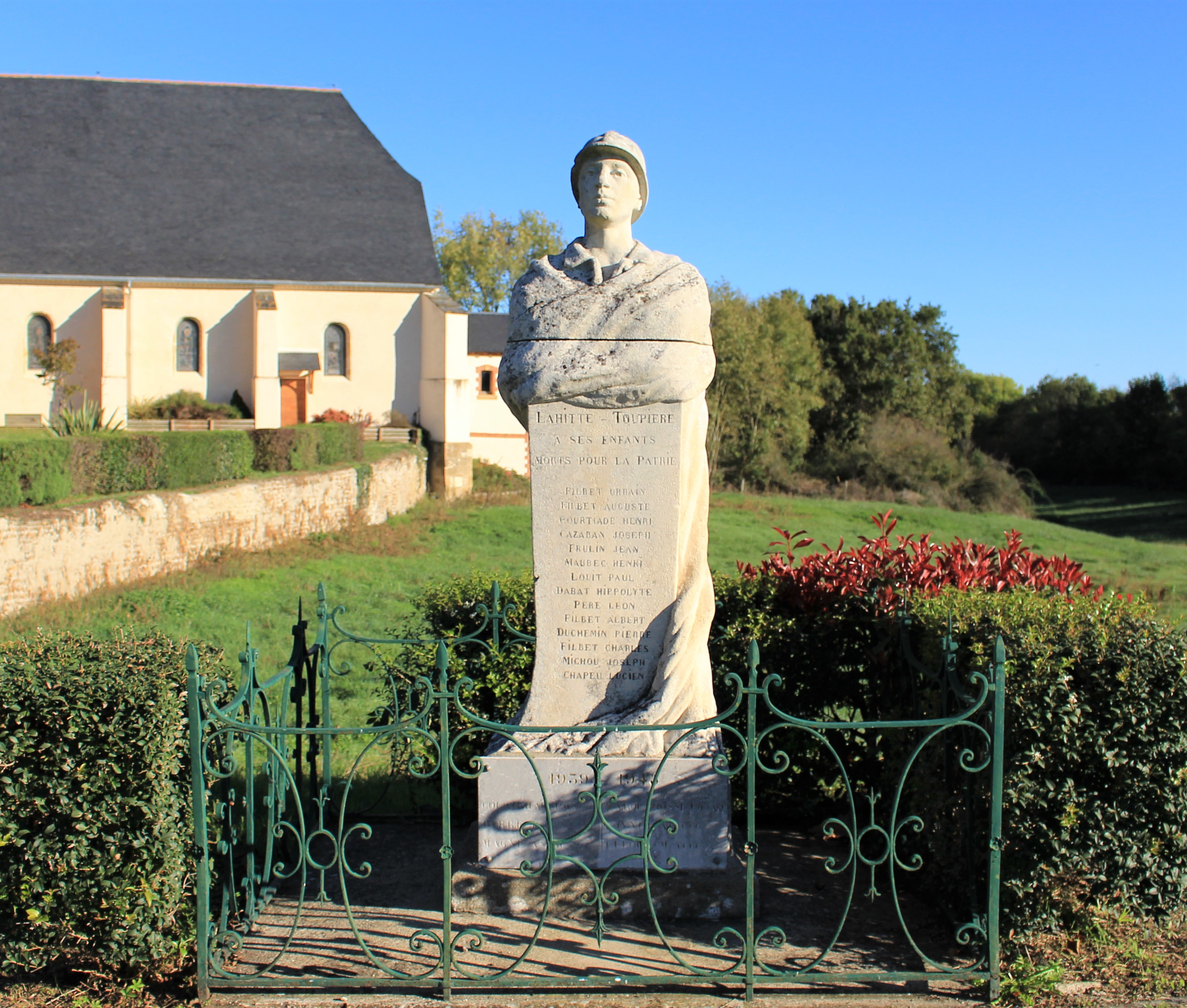
Le monument aux morts.
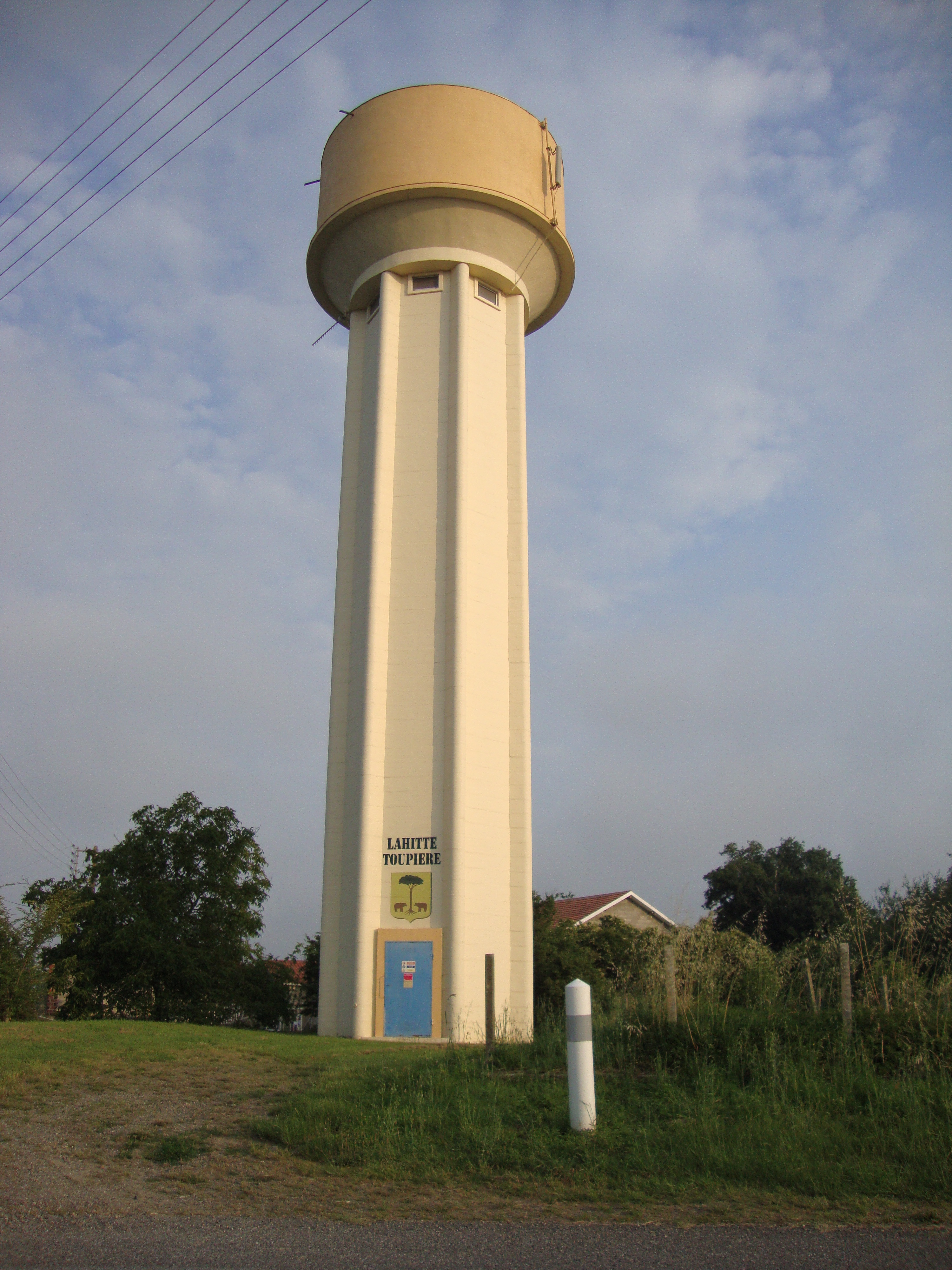
Le château d'eau.
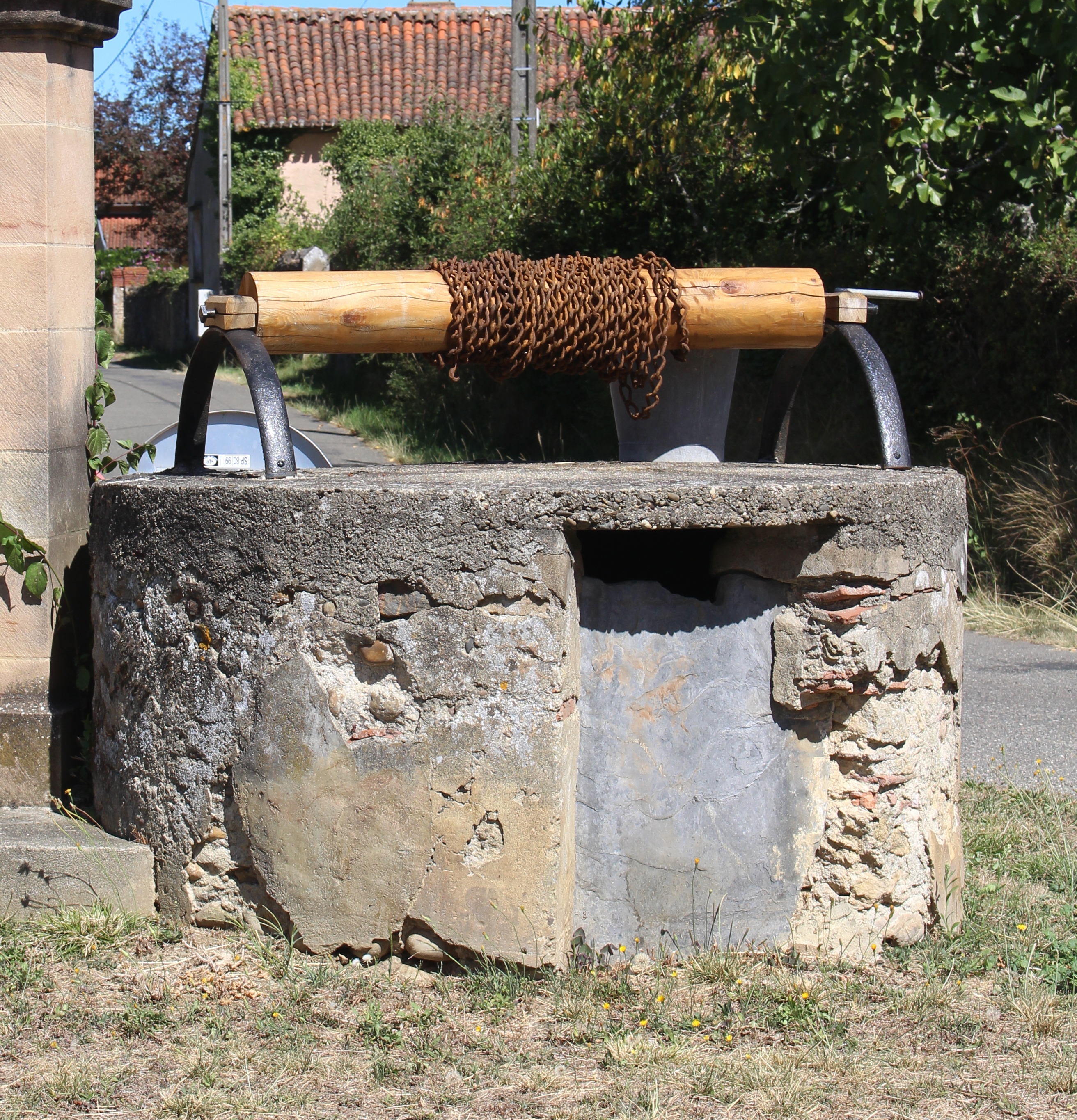
Le puits.
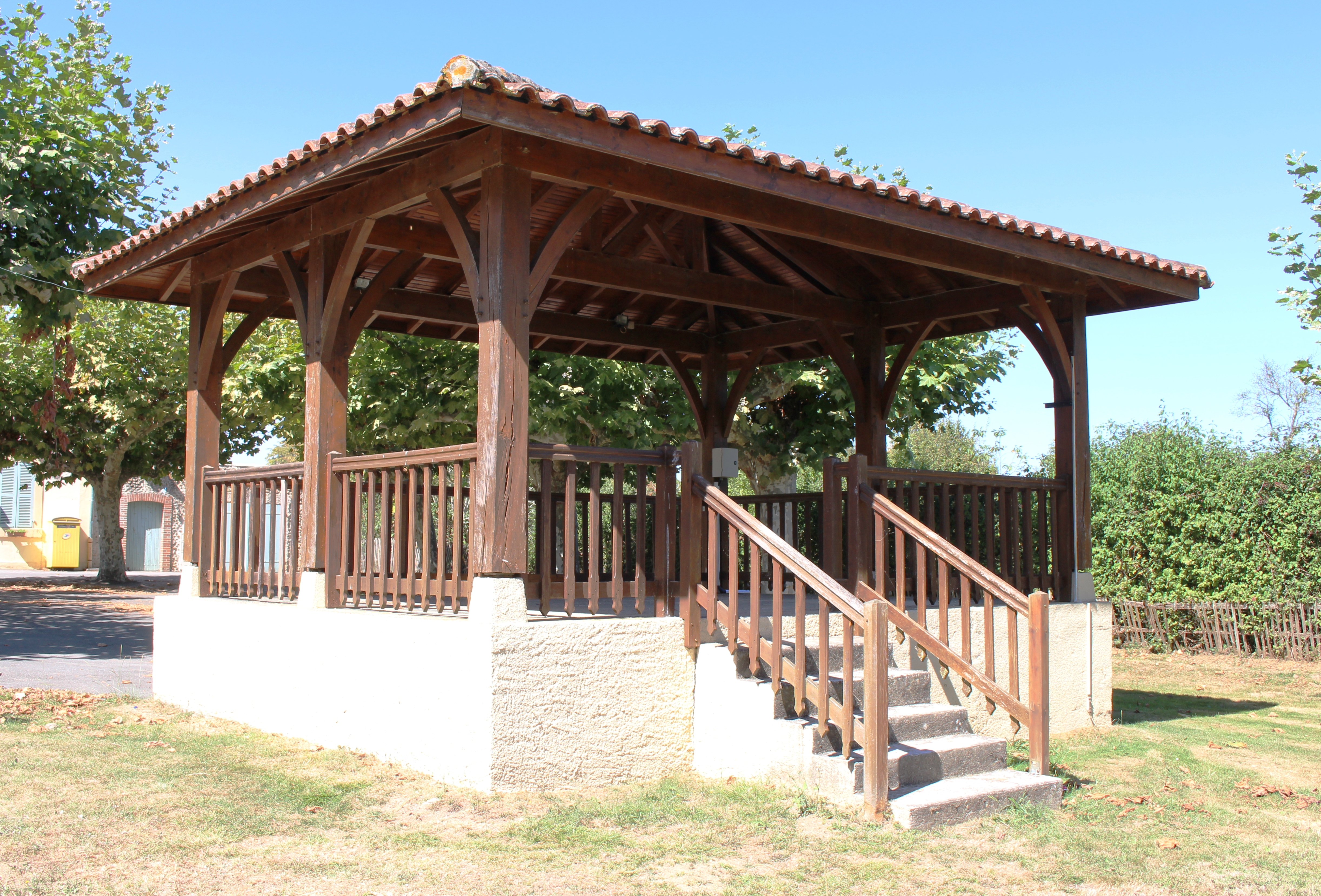
Le kiosque.
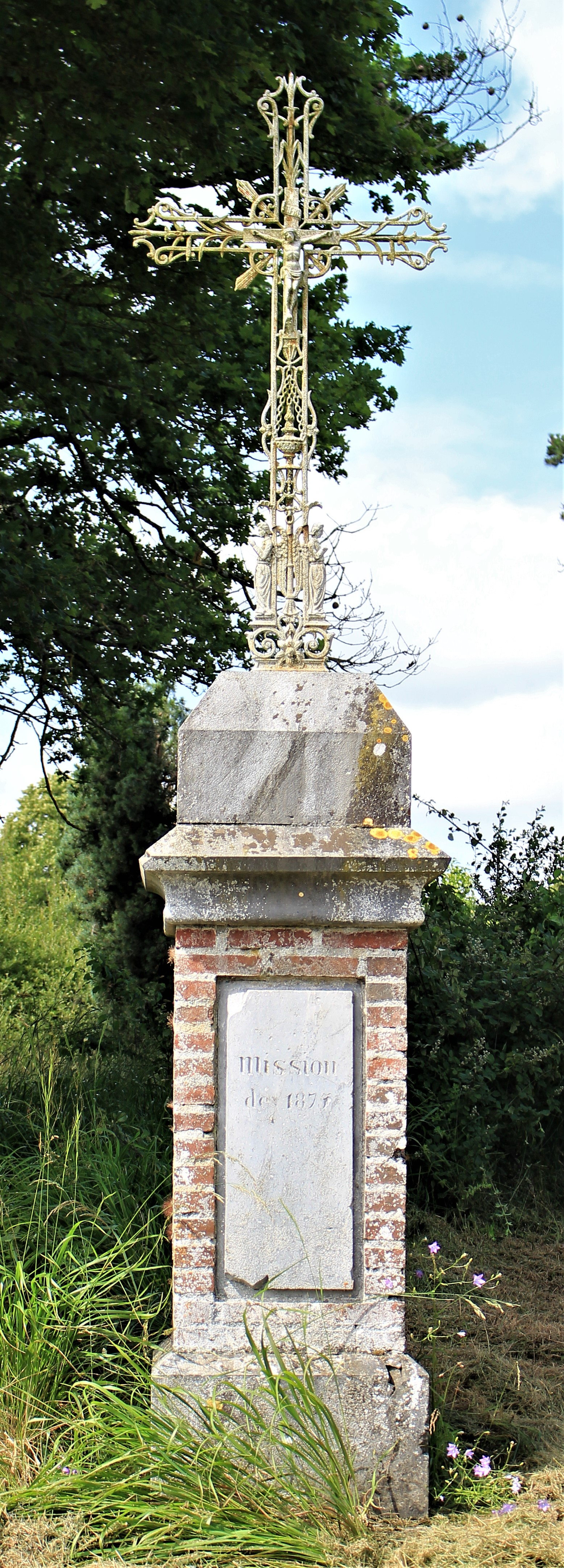
Une croix.

### Héraldique
| Blason | Blasonnement : D’or au pin de sinople accosté de deux ours affrontés passants de sable, muselés de gueules. |